# Trono del crisantemo

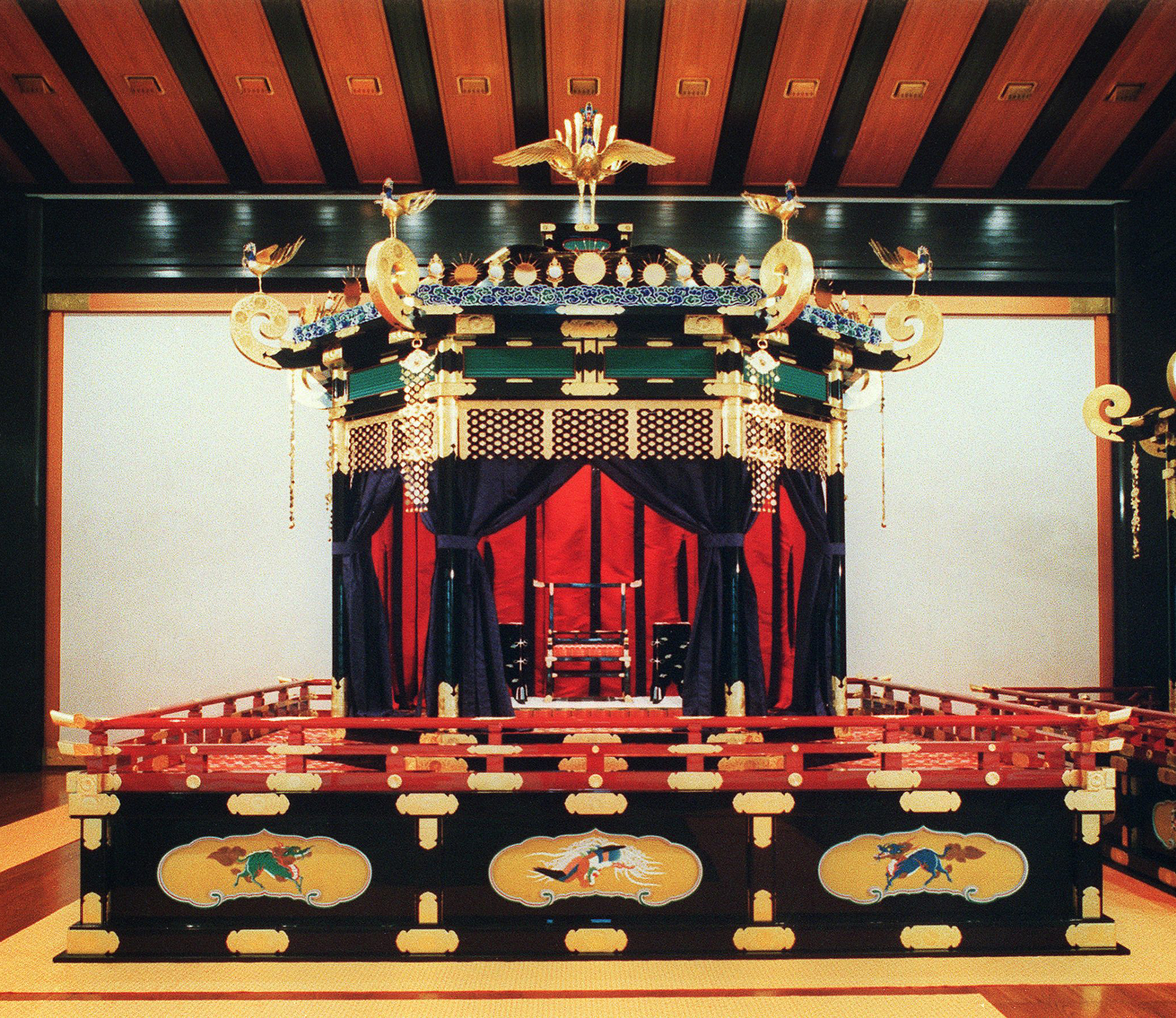
Il trono Takamikura nel Palazzo Imperiale di Tokyo

Trono del crisantemo è l'appellativo comune dato al trono imperiale del Giappone. Il crisantemo (菊?, kiku) è il monshō, o blasone, dell'Imperatore del Giappone; per questo kikukamonshō significa letteralmente Blasone del crisantemo.
Secondo la leggenda il trono del crisantemo è la monarchia mai interrotta più antica del mondo. Nel Nihonshoki si dice che l'impero del Giappone è stato fondato nel 660 a.C. da Jinmu. Secondo la tradizione Naruhito, l'attuale imperatore, è il centoventiseiesimo discendente diretto di Jinmu. I dati storici risalgono all'imperatore Ōjin che si afferma abbia regnato all'inizio del V secolo. Nonostante vi siano state in passato otto imperatori femmine (in Giappone solo la moglie dell'imperatore è chiamata "imperatrice"), ai sensi della legge imperiale giapponese, promulgata dall'Ente della Casa Imperiale e dalla commissione reale giapponese, alle donne è proibita l'ascesa al trono dalla fine del XIX secolo. 
L'imperatore, in giapponese tennō (天皇? lett. "imperatore celeste"), ha la funzione di alto sacerdote della religione ancestrale scintoista, sebbene abbia rinunciato alle sue rivendicazioni sulle origini divine dalla dea Amaterasu dopo la Seconda guerra mondiale. Secondo le disposizioni dell'attuale Costituzione giapponese l'imperatore è un "simbolo dello stato e dell'unità del suo popolo"; non ha vero potere politico, ma viene considerato come un capo di Stato rappresentativo e come monarca costituzionale.

## Altri troni dell'Imperatore

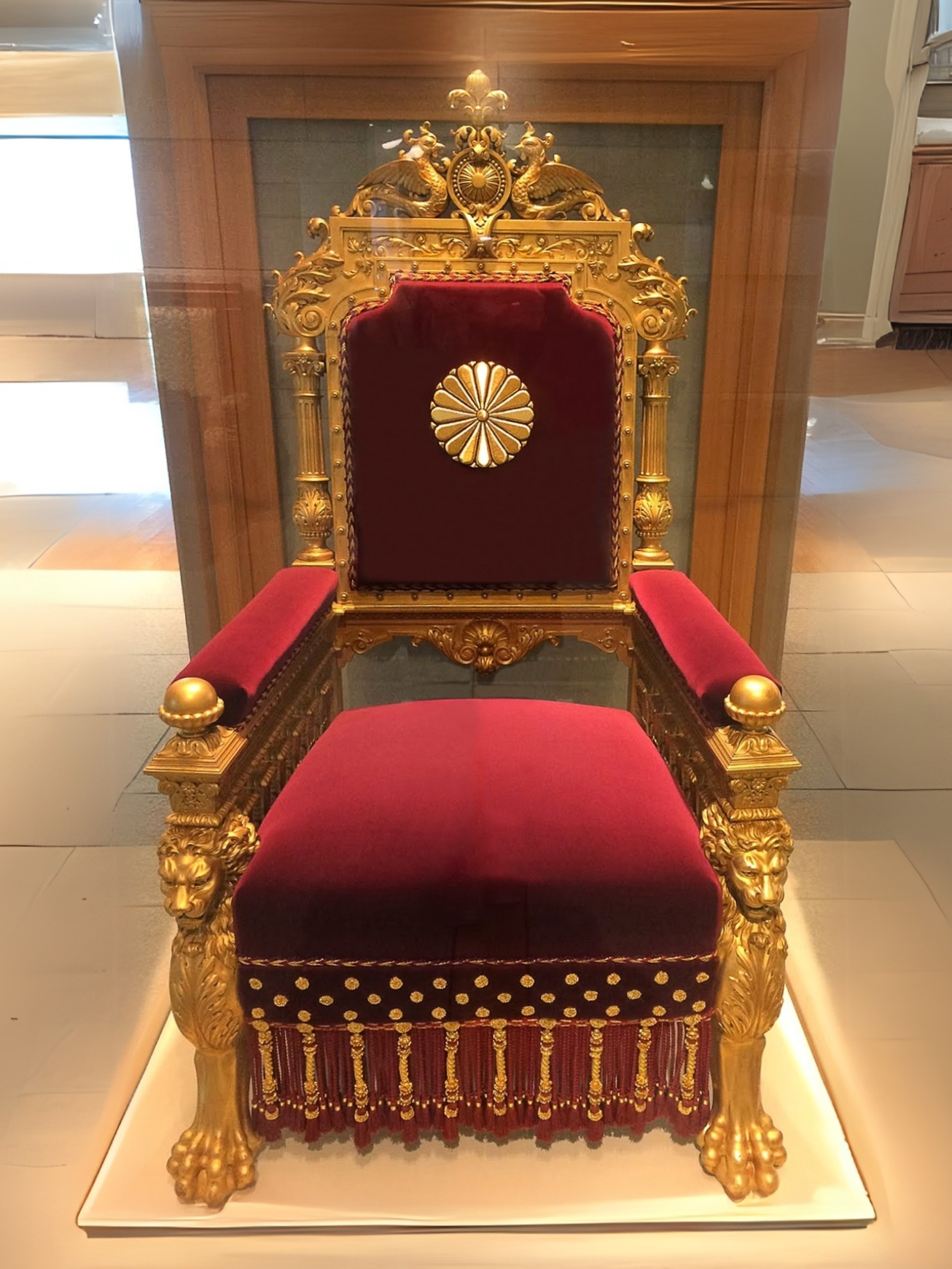
Trono imperiale dell'Imperatore del Giappone

Il Trono Imperiale dell'Imperatore del Giappone è stato nella Camera dei pari dal 1868 al 1912. L'imperatore usa ancora il trono durante le cerimonie della Dieta nazionale. Come quando l'Imperatore fa un discorso o pronuncia una dichiarazione durante una cerimonia di apertura nella Camera dei consiglieri. Il trono presenta oro vero con dettagli immacolati come il emblema crisantemo a 16 petali, due teste di leone, due phasianus versicolor e il disco solare.